# Верная река (фильм)
«Ве́рная река́» (пол. Wierna rzeka) — польский художественный фильм, снятый в 1936 году режиссёром Леонардом Бучковским на киностудии Or-Film.
Экранизация одноимённого произведения Стефана Жеромского из цикла книг о национально-освободительной борьбе польского народа в XIX веке, а именно о польском восстании (1863—1864). Это была вторая экранизация романа Жеромского. Первая создана в 1922 году, под названием «Год 1863». Третье экранное воплощение «Верной реки» было создано в Польше в 1985 году под тем же названием.

## Сюжет
Год 1863. Царство Польское охвачено кровавыми сражениями между польскими повстанцами и царским войсками. Отряд русских драгунов гонится за остатками разбитого отряда восставших. Среди них князь Одровонж. Изнемогая от полученных ран, он добирается до поместья Брыницких. Дочка владельца — Мия, рискуя своей жизнью и честью, прячет беглеца. Одровонж
находит под кровом Брыницких бережный уход и опеку и медленно поправляется. Между Мией и князем возникают глубокие чувства.
Молодые люди погружены в мечты о будущем освобождении отчизны и предстоящей свадьбе, однако на их пути возникает препятствие — эгоизм матери князя, которая не дает согласия на их мезальянс. Она забирает сына, оставляя Мию в безнадежном отчаянии…

## В ролях
- Барбара Орвид — Мия Брыницкая
- Мечислав Цибульский — князь Одровонж
- Амелия Роттер-Ярнинская — княгиня Одровонж
- Франтишек Бродневич — ротмистр Весницын
- Юзеф Орвид — Штефан, слуга Бриницких
- Ежи Лещинский — доктор
- Зыгмунт Хмелевский — хозяин корчмы
- Ядвига Анджеевская — дочь хозяина корчмы
- Юзеф Венгжин — майор
- Станислав Селяньский — вахмистр и др.